# Жеко Гергинов
Жеко Иванов Гергинов (роден на 17 октомври 1897 г. в Хасково, починал през 1924 г.) е български анархист.

## Биография
Роден е на 17 октомври 1897 г. в Хасково в семейство на беден занаятчия. От малък намразва религията, експлоатацията и социалната несправедливост. Става анархист и се присъединява към съществуващата група анархисти в Хасково.
Гергинов учи в Хасковската мъжка гимназия откъдето е изключен защото защитава учениците от тормоза, на който са подложени от директора и един от учителите, като им нанася побой. Неговият стремеж да защитава останалите води до наказанието да няма право да продължи образованието си в нито едно гимназиално училище в България и така е принуден да се самообразова. Жеко Гергинов чете много анархистически книги и класически творби от световната литература.

## Жеко Гергинов и анархизмът
През лятото на 1918 г. Гергинов с помощта на негов братовчед и сестра си правят тунел до складовете на хасковските казарми и изземва в полза на анархистическото движение десет сандъка с бомби и известно количество пистолети.
На 10 юни 1919 г. в Хасково, във връзка с се провеждащият се публичен диспут между местните анархисти и комунисти атмосферата става напрегната и стига близо до скандал. Жеко Гергинов с изстрели във въздуха се качва на трибуната. Стига се до масов бой, заради неговото изказване, при който по-многобройните местни комунисти са набити и изхвърлени от киносалона, където се води диспута.
По време на общонационалната транспортна стачка през декември 1919 – януари 1920 г., хасковските анархисти активно подкрепят стачкуващите работници, а Жеко Гергинов участва в престрелка с рота войници от хасковския гарнизон.
Гергинов поддържа тясна връзка с някои известни анархисти като Георги Шейтанов, Васил Икономов, Михаил Герджиков, а с писателя Георги Жечев, който също е хасковлия са близки приятели.
На 7 юни 1921 г. Жеко Гергинов заедно с група анархисти извършват експроприяция на местен богаташ. Акцията е проведена с цел набавяне на средства за закупуване на печатница за организацията и подпомагане на бедстващи и изпаднали в материално затруднение тютюноработнически семейства. Но полицията влиза в дирите на експроприаторите и при завързалата се престрелка е убит един от анархистите.
Жеко Гергинов участва в Национална конференция на Федерацията на анархо-комунистите, проведена на връх Мал тепе в Стара планина, през 1921 г. като делегат от Хасково..

## Присъдата
На следващия ден Гергинов се предава на властта. Осъден е на 12 години затвор. В хасковския затвор Жеко Гергинов оказва влияние в морално и политическо отношение на осъдения иначе за криминално деяние Митьо Ганев. По-късно Ганев става известен като командир на политическа чета бореща се срещу режима на Александър Цанков.
В началото на 1924 г. под оказан вътрешен и международен натиск, правителството на Александър Цанков дава амнистия на политическите затворници. Амнистията засяга и Жеко Гергинов, който трябва да бъде освободен на 3 март. За да не допуснат излизането му на свобода през нощта на 2 срещу 3 март няколко души от охраняващите полицаи нахлуват в килията и стрелят по спящия Гергинов. Ранен смъртоносно той умира на сутринта. Нареждането за убийството на Гергинов издава лично министърът на вътрешните работи ген. Иван Русев.

## Народно творчество
Народна песен на Жеко Гергинов:
| „ | В Хасково се, мале, провикна анархистът Жеко Гергинов – пелерина черна наметнал, вятър перчема му вее, а той песен бунтовна пак пее! С песен разбунва народа да грабне яки тояги и низ улици, градски площади да прогони върли душмани, изедниците, мале, народни! | “ |